# Windows 95
Windows 95 (sub numele de cod Chicago) este un sistem de operare important dezvoltat de Microsoft. A fost primul sistem de operare Microsoft în care s-a găsit butonul Start, pe care îl regăsim și în zilele noastre. În parcursul dezvoltării a fost denumit Windows 4.0 sau după numele de cod "Chicago". Windows 95 a fost menit să integreze Microsoft, anterior separate, DOS și Windows, și include o versiune îmbunătățită de DOS, adesea menționată ca MS-DOS 7.0. Sunt multe caracteristici diferite de predecesorul său Windows 3.1. Cel mai vizibil diferă interfața grafică cu utilizatorul (GUI).

## Interfața grafică cu utilizatorul
Elementele de bază ale interfeței introduse în Windows 95 - inclusiv bara de activități, butonul Start, meniul și Windows Explorer File manager - rămân în fond neschimbate în versiunile ulterioare de Windows, cum ar fi Windows 7 și Windows Server 2008 R2, aproape 15 ani mai târziu. Cuvântul "Start" a fost scos de pe buton din Windows Vista, în 2006, compania preferând să pună drept etichetă butonul cu logo-ul Windows ("Start" este încă prezent ca un tooltip și în modul clasic GUI). Acest sistem de operare a apărut pe data de 24 august 1995.

## Software inclus
- Microsoft Backup
- Explorer
- Microsoft Paint
- Windows Defrag
- Windows Minesweeper
- Windows Scandisk
- Windows Solitaire
- Windows Sound Recorder

## Cerințe de sistem
- Procesor: 386 sau mai mare
- RAM: 4 MB
- HDD: 35 MB
- Video: VGA sau mai mare

## Nume lungi de fișiere
Utilizatorii de calculatoare Macintosh au avut această resursă la dispoziția lor,în timp ce utilizatorii Windows erau cu nume de fișiere limitate la 8 caractere
și extensii de 3 caractere.Windows 95 a rezolvat această problemă și numele de fișiere pot avea o lungime de până la 255 de caractere. 

## Microsoft Plus! for Windows 95
Componente incluse:
- DriveSpace 3
- System Agent
- Internet Jumpstarkit
- Desktop Themes
- Dial-Up Nerworking Server
- 3D Pinball
- Visual Enhancements